# Umaglesi Liga 1993-1994
L'Umaglesi Liga 1993-1994 è stata la quinta edizione della massima serie del campionato georgiano di calcio. La stagione è incominciata l'8 agosto 1993 e si è conclusa il 18 giugno 1994. La Dinamo Tbilisi ha vinto il campionato per la quinta edizione consecutiva.

## Stagione

### Novità
Dalla Umaglesi Liga 1992-1993 non ci sono state retrocessioni, mentre dalla Pirveli Liga sono stati promossi lo Shukura Kobuleti, il Magaroeli Chiatura e il Sapovnela.

Lo Tskhumi Sukhumi, l'Amirani Ochamchire e il Mziuri Gali si sono ritirati prima dell'inizio della stagione.

Inoltre, il Lokomotivi Samt'redia è tornato alla denominazione Samt'redia.

### Formula
Il campionato constava di una doppia fase. Nella prima fase le 19 squadre partecipanti sono state suddivise in due gruppi di natura geografica: gruppo est e gruppo ovest. Ciascun gruppo avrebbe dovuto essere composto da undici squadre, ma il ritiro di tre squadre dal gruppo ovest ne ha ridotto il numero a otto, mantenendo il gruppo est a undici squadre. In ciascun gruppo le squadre si sono affrontate in un girone all'italiana con partite di andata e ritorno, per un totale di 20 giornate per il gruppo est e 14 giornate per il gruppo ovest. Le prime cinque classificate dei due gruppi sono state ammesse alla seconda fase per decretare la squadra campione, mentre le restanti squadre sono state ammesse alla seconda fase per decretare le retrocessioni.
Nella seconda fase in entrambi i gruppo le squadre si sono affrontate in un girone all'italiana con partite di andata e ritorno, per un totale di 18 giornate per il gruppo per il titolo e 16 giornate per il gruppo per la salvezza. Nel gruppo per il titolo la squadra prima classificata è stata dichiarata campione di Georgia e ammessa al turno preliminare della Coppa UEFA. Nel gruppo per la salvezza le ultime quattro classificate sono state retrocesse in Pirveli Liga.

## Prima fase

### Gruppo Est

#### Squadre partecipanti
| Club                | Città     | Stagione 1992-1993         |
| ------------------- | --------- | -------------------------- |
| Alazani             | Gurjaani  | 3º posto in Umaglesi Liga  |
| Dila Gori           | Gori      | 13º posto in Umaglesi Liga |
| Dinamo Tbilisi      | Tbilisi   | Campione di Georgia        |
| Iveria Khashuri     | Khashuri  | 15º posto in Umaglesi Liga |
| Kakheti Telavi      | Telavi    | 8º posto in Umaglesi Liga  |
| Magaroeli Chiatura  | Ch'iatura | 2º posto in Pirveli Liga   |
| Margveti Zest'aponi | Zestaponi | 6º posto in Umaglesi Liga  |
| Met'alurgi Rustavi  | Rustavi   | 7º posto in Umaglesi Liga  |
| Mret'ebi Tbilisi    | Tbilisi   | 16º posto in Umaglesi Liga |
| Sapovnela           | Terjola   | 3º posto in Pirveli Liga   |
| Shevardeni-1906     | Tbilisi   | 2º posto in Umaglesi Liga  |

#### Classifica finale
|  | Pos. | Squadra             | Pt | G  | V  | N | P  | GF | GS | DR  |
|  | ---- | ------------------- | -- | -- | -- | - | -- | -- | -- | --- |
|  | 1.   | Dinamo Tbilisi      | 46 | 20 | 15 | 1 | 4  | 79 | 29 | +50 |
|  | 2.   | Shevardeni-1906     | 40 | 20 | 13 | 1 | 6  | 44 | 27 | +17 |
|  | 3.   | Margveti Zest'aponi | 37 | 20 | 11 | 4 | 5  | 49 | 27 | +22 |
|  | 4.   | Dila Gori           | 35 | 20 | 11 | 2 | 7  | 34 | 32 | +2  |
|  | 5.   | Iveria Khashuri     | 35 | 20 | 10 | 5 | 5  | 38 | 30 | +8  |
|  | 6.   | Sapovnela           | 33 | 20 | 10 | 3 | 7  | 36 | 23 | +13 |
|  | 7.   | Magaroeli Chiatura  | 25 | 20 | 7  | 4 | 9  | 29 | 39 | -10 |
|  | 8.   | Alazani             | 23 | 20 | 6  | 5 | 9  | 29 | 46 | -17 |
|  | 9.   | Met'alurgi Rustavi  | 16 | 20 | 5  | 1 | 14 | 32 | 46 | -14 |
|  | 10.  | Kakheti Telavi      | 15 | 20 | 4  | 3 | 13 | 25 | 57 | -32 |
|  | 11.  | Mret'ebi Tbilisi    | 10 | 20 | 3  | 1 | 16 | 17 | 56 | -39 |

Legenda:
      Qualificate alla fase per il titolo.
      Qualificate alla fase per la retrocessione.
Note:
Tre punti a vittoria, uno a pareggio, zero a sconfitta.

#### Risultati
|                         | Din  | She  | Mar  | Dil  | Ive  | Sap  | Mag  | Ala  | Met  | Kak  | Mre  |
| ----------------------- | ---- | ---- | ---- | ---- | ---- | ---- | ---- | ---- | ---- | ---- | ---- |
| Dinamo Tbilisi          | –––– | 7-1  | 4-0  | 7-2  | 2-0  | 1-0  | 7-2  | 6-1  | 2-1  | 8-2  | 6-2  |
| Shevardeni-1906 Tbilisi | 3-0  | –––– | 2-2  | 1-0  | 2-0  | 3-0  | 3-0* | 7-2  | 6-1  | 4-1  | 1-0  |
| Margveti Zestap'oni     | 2-0  | 1-0  | –––– | 1-0  | 4-0  | 3-1  | 6-2  | 2-1  | 3-0  | 5-0  | 7-0  |
| Dila Gori               | 1-4  | 2-1  | 3-1  | –––– | 2-1  | 3-2  | 2-0  | 4-1  | 2-1  | 3-2  | 5-1  |
| Iveria Khashuri         | 3-3  | 2-0  | 2-1  | 1-1  | –––– | 1-0  | 2-0  | 7-3  | 3-1  | 4-1  | 3-1  |
| Sapovnela               | 2-1  | 3-0* | 4-2  | 4-0  | 5-1  | –––– | 1-0  | 2-2  | 3-0  | 3-0  | 4-0  |
| Magaroeli Chiatura      | 1-6  | 1-3  | 2-0  | 0-0  | 1-1  | 0-0  | –––– | 3-0* | 4-0  | 2-0  | 4-1  |
| Alazani                 | 2-1  | 0-3  | 3-3  | 0-1  | 0-0  | 0-0  | 5-0  | –––– | 2-1  | 1-0  | 3-1  |
| Met'alurgi Rustavi      | 3-5  | 0-1  | 1-1  | 1-2  | 1-3  | 4-1  | 1-3  | 3-0* | –––– | 7-1  | 2-0  |
| Kakheti Telavi          | 0-5  | 4-1  | 0-3* | 2-1  | 1-1  | 2-0  | 1-1  | 2-2  | 2-3  | –––– | 3-1  |
| Mretebi Tbilisi         | 1-4  | 1-2  | 2-2  | 1-0  | 1-3  | 0-1  | 0-3* | 0-1  | 2-1  | 2-1  | –––– |

L'asterisco indica partita data persa 0-3 a tavolino.

### Gruppo Ovest

#### Squadre partecipanti
| Club                   | Città        | Stagione 1992-1993                                      |
| ---------------------- | ------------ | ------------------------------------------------------- |
| Batumi                 | Batumi       | 11º posto in Umaglesi Liga                              |
| Guria Lanchkhuti       | Lanchkhuti   | 12º posto in Umaglesi Liga                              |
| K'olkheti-1913 Poti    | Poti         | 9º posto in Umaglesi Liga                               |
| Odishi Zugdidi         | Zugdidi      | 14º posto in Umaglesi Liga                              |
| Samgurali Ts'q'alt'ubo | Ts'q'alt'ubo | 4º posto in Umaglesi Liga                               |
| Samt'redia             | Samtredia    | 10º posto in Umaglesi Liga (come Lokomotivi Samt'redia) |
| Shukura Kobuleti       | Kobuleti     | 1º posto in Pirveli Liga                                |
| Torpedo Kutaisi        | Kutaisi      | 5º posto in Umaglesi Liga                               |

#### Classifica finale
|  | Pos. | Squadra                | Pt | G  | V | N | P  | GF | GS | DR  |
|  | ---- | ---------------------- | -- | -- | - | - | -- | -- | -- | --- |
|  | 1.   | K'olkheti-1913 Poti    | 29 | 14 | 9 | 2 | 3  | 36 | 21 | +15 |
|  | 2.   | Guria Lanchkhuti       | 27 | 14 | 9 | 0 | 5  | 36 | 22 | +14 |
|  | 3.   | Batumi                 | 25 | 14 | 8 | 1 | 5  | 31 | 22 | +9  |
|  | 4.   | Samt'redia             | 23 | 14 | 7 | 2 | 5  | 29 | 23 | +6  |
|  | 5.   | Torpedo Kutaisi        | 21 | 14 | 6 | 3 | 5  | 23 | 27 | -4  |
|  | 6.   | Shukura Kobuleti       | 20 | 14 | 6 | 2 | 6  | 26 | 28 | -2  |
|  | 7.   | Odishi Zugdidi         | 13 | 14 | 4 | 1 | 9  | 29 | 37 | -8  |
|  | 8.   | Samgurali Ts'q'alt'ubo | 4  | 14 | 1 | 1 | 12 | 12 | 42 | -30 |

Legenda:
      Qualificate alla fase per il titolo.
      Qualificate alla fase per la retrocessione.
Note:
Tre punti a vittoria, uno a pareggio, zero a sconfitta.

#### Risultati
|                        | Kol  | Gur  | Bat  | Sam  | Tor  | Shu  | Odi  | SaT  |
| ---------------------- | ---- | ---- | ---- | ---- | ---- | ---- | ---- | ---- |
| K'olkheti-1913 Poti    | –––– | 2-1  | 5-2  | 3-1  | 7-2  | 3-1  | 2-1  | 2-0  |
| Guria Lanchkhuti       | 2-1  | –––– | 2-0  | 6-1  | 4-0  | 1-0  | 4-1  | 6-2  |
| Batumi                 | 1-1  | 4-1  | –––– | 3-2  | 2-1  | 3-0  | 2-1  | 5-0  |
| Samt'redia             | 2-2  | 3-0  | 1-0  | –––– | 2-1  | 3-2  | 5-1  | 4-0  |
| Torpedo Kutaisi        | 1-0  | 1-0  | 2-0  | 1-1  | –––– | 4-2  | 4-4  | 2-1  |
| Shukura Kobuleti       | 4-3  | 3-2  | 2-1  | 2-1  | 1-1  | –––– | 4-2  | 4-0  |
| Odishi Zugdidi         | 2-3  | 3-4  | 3-4  | 0-2  | 2-1  | 3-0* | –––– | 3-0* |
| Samgurali Ts'q'alt'ubo | 1-2  | 1-3  | 1-4  | 2-1  | 1-2  | 1-1  | 2-3  | –––– |

L'asterisco indica partita data persa 0-3 a tavolino.

## Seconda fase

### Gruppo per il titolo

#### Classifica finale
|  | Pos. | Squadra             | Pt | G  | V  | N | P  | GF | GS | DR  |
|  | ---- | ------------------- | -- | -- | -- | - | -- | -- | -- | --- |
|  | 1.   | Dinamo Tbilisi      | 48 | 18 | 16 | 0 | 2  | 51 | 16 | +35 |
|  | 2.   | K'olkheti-1913 Poti | 44 | 18 | 14 | 2 | 2  | 51 | 20 | +31 |
|  | 3.   | Torpedo Kutaisi     | 31 | 18 | 9  | 4 | 5  | 33 | 22 | +11 |
|  | 4.   | Samt'redia          | 29 | 18 | 9  | 2 | 7  | 31 | 23 | +8  |
|  | 5.   | Batumi              | 28 | 18 | 8  | 4 | 6  | 32 | 24 | +8  |
|  | 6.   | Shevardeni-1906     | 21 | 18 | 6  | 3 | 9  | 28 | 26 | +2  |
|  | 7.   | Guria Lanchkhuti    | 17 | 18 | 5  | 2 | 11 | 30 | 50 | -20 |
|  | 8.   | Margveti Zest'aponi | 15 | 18 | 4  | 3 | 11 | 22 | 41 | -19 |
|  | 9.   | Dila Gori           | 14 | 18 | 4  | 2 | 12 | 12 | 35 | -23 |
|  | 10.  | Iveria Khashuri     | 11 | 18 | 3  | 2 | 13 | 14 | 47 | -33 |

Legenda:
      Campione di Georgia e ammesso alla Coppa UEFA 1994-1995
Note:
Tre punti a vittoria, uno a pareggio, zero a sconfitta.

#### Risultati
|                         | Din  | Kol  | Tor  | Sam  | Bat  | She  | Gur  | Mar  | Dil  | Ive  |
| ----------------------- | ---- | ---- | ---- | ---- | ---- | ---- | ---- | ---- | ---- | ---- |
| Dinamo Tbilisi          | –––– | 4-1  | 3-1  | 2-0  | 3-0  | 2-1  | 5-0  | 5-2  | 2-0  | 7-0  |
| K'olkheti-1913 Poti     | 5-1  | –––– | 3-1  | 5-1  | 2-1  | 2-1  | 4-0  | 5-2  | 3-0* | 6-0  |
| Torpedo Kutaisi         | 1-0  | 0-0  | –––– | 0-1  | 1-1  | 3-1  | 2-1  | 4-0  | 2-0  | 3-0  |
| Samt'redia              | 0-1  | 1-2  | 2-2  | –––– | 2-0  | 2-0  | 3-0  | 3-2  | 3-0  | 4-1  |
| Batumi                  | 2-3  | 1-1  | 5-2  | 1-0  | –––– | 2-0  | 5-1  | 0-0  | 3-0  | 0-0  |
| Shevardeni-1906 Tbilisi | 0-2  | 3-1  | 0-0  | 3-2  | 1-2  | –––– | 3-0* | 3-0* | 3-0  | 1-2  |
| Guria Lanchkhuti        | 2-3  | 2-5  | 4-3  | 3-0  | 2-4  | 3-3  | –––– | 2-1  | 3-1  | 4-2  |
| Margveti Zestap'oni     | 0-3  | 0-1  | 0-3  | 0-3* | 4-2  | 1-1  | 4-2  | –––– | 2-1  | 3-0* |
| Dila Gori               | 0-3  | 0-1  | 0-2  | 0-3  | 2-1  | 2-1  | 1-1  | 1-1  | –––– | 2-1  |
| Iveria Khashuri         | 1-2  | 2-4  | 1-3  | 1-1  | 0-2  | 0-3* | 1-0  | 2-0  | 0-2  | –––– |

L'asterisco indica partita data persa 0-3 a tavolino.

### Gruppo per la retrocessione

#### Classifica finale
|  | Pos. | Squadra                | Pt | G  | V  | N | P  | GF | GS | DR  |
|  | ---- | ---------------------- | -- | -- | -- | - | -- | -- | -- | --- |
|  | 11.  | Met'alurgi Rustavi     | 30 | 16 | 10 | 0 | 6  | 43 | 19 | +24 |
|  | 12.  | Odishi Zugdidi         | 29 | 16 | 9  | 2 | 5  | 38 | 19 | +19 |
|  | 13.  | Sapovnela              | 29 | 16 | 9  | 2 | 5  | 28 | 23 | +5  |
|  | 14.  | Samgurali Ts'q'alt'ubo | 28 | 16 | 9  | 1 | 6  | 27 | 29 | -2  |
|  | 15.  | Kakheti Telavi         | 28 | 16 | 9  | 1 | 6  | 45 | 32 | +13 |
|  | 16.  | Alazani                | 27 | 16 | 8  | 3 | 5  | 25 | 25 | 0   |
|  | 17.  | Shukura Kobuleti       | 22 | 16 | 7  | 1 | 8  | 18 | 29 | -11 |
|  | 18.  | Magaroeli Chiatura     | 14 | 16 | 4  | 2 | 10 | 27 | 47 | -20 |
|  | 19.  | Mret'ebi Tbilisi       | 2  | 16 | 0  | 2 | 14 | 11 | 39 | -28 |

Legenda:
      Retrocesso in Pirveli Liga 1994-1995
Note:
Tre punti a vittoria, uno a pareggio, zero a sconfitta.

#### Risultati
|                        | Met  | Odi  | Sap  | SaT  | Kak  | Ala  | Shu  | Mag  | Mre  |
| ---------------------- | ---- | ---- | ---- | ---- | ---- | ---- | ---- | ---- | ---- |
| Met'alurgi Rustavi     | –––– | 4-1  | 2-0  | 5-3  | 2-4  | 0-2  | 5-0  | 8-0  | 4-0  |
| Odishi Zugdidi         | 3-1  | –––– | 3-0  | 5-1  | 3-0  | 0-0  | 3-1  | 9-3  | 3-0  |
| Sapovnela              | 2-1  | 1-0  | –––– | 5-1  | 2-1  | 0-1  | 2-1  | 2-1  | 2-0  |
| Samgurali Ts'q'alt'ubo | 1-0  | 2-0  | 1-0  | –––– | 3-1  | 3-0  | 3-2  | 2-3  | 1-0  |
| Kakheti Telavi         | 1-2  | 3-0  | 7-1  | 1-2  | –––– | 3-0  | 6-3  | 7-3  | 2-1  |
| Alazani                | 1-6  | 1-0  | 1-1  | 3-0  | 2-3  | –––– | 2-1  | 3-1  | 3-2  |
| Shukura Kobuleti       | 1-0  | 1-1  | 0-2  | 3-2  | 1-0  | 1-0  | –––– | 1-0  | 1-0  |
| Magaroeli Chiatura     | 0-1  | 0-1  | 0-2  | 1-1  | 3-3  | 3-5  | 3-0  | –––– | 3-1  |
| Mret'ebi Tbilisi       | 0-2  | 1-6  | 3-3  | 0-1  | 1-3  | 1-1  | 0-1  | 1-3  | –––– |

L'asterisco indica partita data persa 0-3 a tavolino.